# Teppei Usui
Teppei Usui (født 3. november 1991) er en japansk fodboldspiller, som spiller for den japanske fodboldklub V-Varen Nagasaki.